# Conus collisus
Espèce
Statut de conservation UICN

 LC  : Préoccupation mineure
Conus collisus est une espèce de mollusques gastéropodes marins de la famille des Conidae.
Comme toutes les espèces du genre Conus, ces escargots sont prédateurs et venimeux. Ils sont capables de « piquer » les humains et doivent donc être manipulés avec précaution, voire pas du tout.

## Description
La taille d'une coquille adulte varie entre 30 mm et 60 mm. La coquille mince est cylindriquement turbinée, et quelque peu gonflée. La partie inférieure du verticille présente des rainures tournantes distantes. La couleur de fond de la coquille est blanche, diversement peinte de stries irrégulières longitudinales marron, formant généralement trois larges séries ou bandes. Il ressemble beaucoup à Conus spectrum. 

## Distribution
Cette espèce est présente dans le Golfe du Bengale le long de l'Inde du Sud ; la Mer d'Andaman, Malaisie ; la mer de Chine méridionale, l'Océan Pacifique au large de l'Indonésie et des Philippines.

### Niveau de risque d’extinction de l’espèce
Selon l'analyse de l'UICN réalisée en 2011 pour la définition du niveau de risque d'extinction, cette espèce d'escargot conique est largement distribuée dans le nord de l'océan Indien, allant du sud de l'Inde, à la Malaisie, l'Indonésie et les Philippines. On pense qu'elle est également présente à Madagascar et dans les îles Salomon. Cette espèce a une large aire de répartition et son habitat en eaux profondes peut offrir une protection contre le ramassage excessif. Elle était commune sur le marché dans les années 1980, mais elle est maintenant rare (Poppe pers. comm. 2011). On a constaté qu'elle se trouve dans de grands agrégats, mais il n'y a pas de menaces majeures. Elle est actuellement répertoriée comme préoccupation mineure.

## Taxonomie

### Publication originale
L'espèce Conus collisus a été décrite pour la première fois en 1849 par l'éditeur et naturaliste britannique Lovell Augustus Reeve (1814-1865) dans la publication intitulée « Conchologia Iconica, or, illustrations of the shells of molluscous animals »,.

### Synonymes
- Conus (Phasmoconus) collisus Reeve, 1849 · appellation alternative
- Conus stigmaticus A. Adams, 1854 · non accepté
- Conus stramineus stigmaticus A. Adams, 1854 · non accepté
- Phasmoconus collisus (Reeve, 1849) · non accepté

### Sous-espèces
- Conus collisus var. granulosus Barros e Cunha, 1933, accepté en tant que Conus catus Hwass, 1792 (invalid: junior homonym of C. arenatus var. granulosa Lamarck, 1822)

## Identifiants taxonomiques
Chaque taxon catalogué par les bases de données biologiques et taxonomiques possède un identifiant qui permet d'établir un point de référence. Les identifiants de Conus collisus dans les principales bases sont les suivants :
CoL : XX73 - GBIF : 6510201 - iNaturalist : 431917 - IRMNG : 11874225 - TAXREF : 137911 - UICN : 192504 - WoRMS : 426460